# Scytodes quarta
Scytodes quarta là một loài nhện trong họ Scytodidae.
Loài này thuộc chi Scytodes. Scytodes quarta được George Newbold Lawrence miêu tả năm 1927.